# Лалле, Осип Григорьевич
Осип (Иосиф, Джозеф) Григорьевич Лалле (Лале, Лялле) (около 1760—после 1798) — англичанин на русской службе, офицер Российского императорского флота, участник русско-шведской войны 1788—1790 годов, Гогландского, Ревельского и Выборгского сражений. Георгиевский кавалер, капитан 2 ранга.

## Биография
8 августа 1783 года Джозеф Лалли был принят из английской службы в российский флот мичманом, утверждение Адмиралтейств-коллегией состоялось 7 сентября. В документах Российской империи именовался как Лалле Осип (Иосиф) Григорьевич. 1 января 1784 года произведён в лейтенанты. В 1784 и 1785 годах сделал морской переход из Архангельска в Кронштадт. В 1786 и 1787 годах командовал транспортом «Свирь», плавал между Петербургом и Петрозаводском с припасами и материалами, после чего был в кампании на брандвахтенном фрегате «Богемия» в Кронштадте.
Участник русско-шведской войны 1788—1790 годов. 6 июля 1788 год, командуя катером «Счастливый», участвовал в Гогландском сражении. В 1789 году, командуя тем же катером, крейсировал между Оденсгольмом и Гангутом. По прибытии к Паркалауту, состоял в отряде капитана Глебова, дважды участвовал в сражениях с шведскими галерами. 1 января 1790 года произведён в капитан-лейтенанты. Командуя тем же катером, участвовал 2 мая 1790 года в Ревельском и 22 июня 1790 года в Выборгском сражениях. В 1791 году командуя катером «Северный Орёл», находился с флотом на кронштадтском рейде, и после кампании был командирован на Черноморский флот, где командовал бригантиной № 1. 21 сентября 1791 года за отличие был награждён орденом Святого Георгия 4 класса № 838 (451).
В 1792 году, командуя тою-же бригантиной, плавал по черноморским портам, затем был переведён из Херсона в Кронштадт. В 1793 году командовал фрегатом «Святой Патрикий» при кронштадтском порте. В 1794 году крейсировал с флотом в Финском заливе. В 1795 году, командовал бомбардирским кораблём «Перун» при кронштадтском порте. В 1799 году был в кампании у Красной горки. 5 октября 1798 года уволен от службы с чином капитан 2 ранга.